# إصطخر
إصطخر مدينة قديمة تقع في جنوب إيران ، في محافظة فارس ، على بعد خمسة كيلومترات إلى الشمال من أنقاض مدينة برسيبوليس . كانت مدينة مزدهرة خلال فترة الدولة الأخمينية . ثم أصبحت مؤقتا عاصمة الدولة الساسانية قبل تنقل العاصمة إلى قطسيفون. أحرقت المدينة أثناء الفتح الإسلامي لبلاد فارس. بعد إعادة بنائها فقدت المدينة أهميتها إلى مدينة شيراز. اليوم هي موقع أثري.

## أعلام
- الإصطخري
- أردشير الأول
- يزدجرد الثالث